# Scartichthys variolatus
Scartichthys variolatus és una espècie de peix de la família dels blènnids i de l'ordre dels perciformes.

## Morfologia
- Els mascles poden assolir 16,3 cm de longitud total.[1]

## Reproducció
És ovípar.

## Hàbitat
És un peix marí de clima subtropical que viu entre 1-9 m de fondària.

## Distribució geogràfica
Es troba al sud-est del Pacífic: és una espècie de peix endèmica de les illes de San Félix, San Ambrosio i de l'Arxipèlag Juan Fernández.